# Sam Deroo
Sam Deroo (Beveren, 29 april 1992) is een Belgisch volleybalspeler. 

## Levensloop
Deroo begon zijn professionele carrière in 2010 bij Knack Randstad Roeselare, waarmee hij in 2010 de Belgische supercup won, en in het seizoen 2010-2011 de Belgische beker. In 2012 vertrok hij naar Italië. Hij speelde 2 jaar bij Leo Shoes Modena en daarna nog 1 jaar in NBV Verona. In 2015 trok hij dan richting Polen. Hij kende er vier zeer succesvolle jaren bij ZAKSA Kędzierzyn-Koźle. Hij won er driemaal de Poolse titels en tweemaal de Poolse beker. In 2019 tekende Deroo een contract bij de Russische topclub Dynamo Moscow waar hij tot voor kort speelde. In 2022 sloot hij aan bij Zenit Kazan.
Hij speelt als receptie-hoek en is sinds 2011 lid van de Belgische nationale volleybalploeg genaamd de 'Red Dragons'. In 2015 werd hij ook kapitein van de nationale ploeg.
| Seizoen   | Club                   | Competitie | Beker | Europees   |
| --------- | ---------------------- | ---------- | ----- | ---------- |
| 2010-2011 | Knack Roeselare        | 🥉         | 🏆    |            |
| 2011-2012 | Knack Roeselare        | 4e         | 🥉    |            |
| 2012-2013 | Leo Shoes Modena       | 5e         | 🥉    |            |
| 2013-2014 | Leo Shoes Modena       | 5e         | 5e    |            |
| 2014-2015 | NBV Verona             | 5e         | 5e    |            |
| 2015-2016 | ZAKSA Kędzierzyn-Koźle | 🥇         | 🥈    |            |
| 2016-2017 | ZAKSA Kędzierzyn-Koźle | 🥇         | 🏆    |            |
| 2017-2018 | ZAKSA Kędzierzyn-Koźle | 🥈         | 🥉    |            |
| 2018-2019 | ZAKSA Kędzierzyn-Koźle | 🥇         | 🏆    |            |
| 2018-2019 | Al Rayyan S.C          | 🥈         | 🏆    |            |
| 2019-2020 | Dynamo Moscow          | 4e         | 🥉    |            |
| 2020-2021 | Dynamo Moscow          | 🥇         | 🏆    | CEV Cup 🏆 |

## Nationale ploeg
|      | Campagne                                                 | Resultaat |
| ---- | -------------------------------------------------------- | --------- |
| 2011 | CEV European League 2011 CEV European Championship (AUT) | 6e 13e    |
| 2012 |                                                          |           |
| 2013 | CEV European League European Championship (DEN-POL)      | 🏆 7e     |
| 2014 | FIVB World League FIVB World Championship (POL)          | 11e 17e   |
| 2015 | CEV European Championship (BUL-IT)                       | 10e       |
| 2016 | FIVB World League                                        | 9e        |
| 2017 | FIVB World league CEV European Championship (POL         | 7e 4e     |
| 2018 | CEV European League FIVB World Championship (BUL-IT)     | 6e 10e    |
| 2019 | CEV European Championship (BEL-HOL)                      | 9e        |